# 성 아르눌푸스

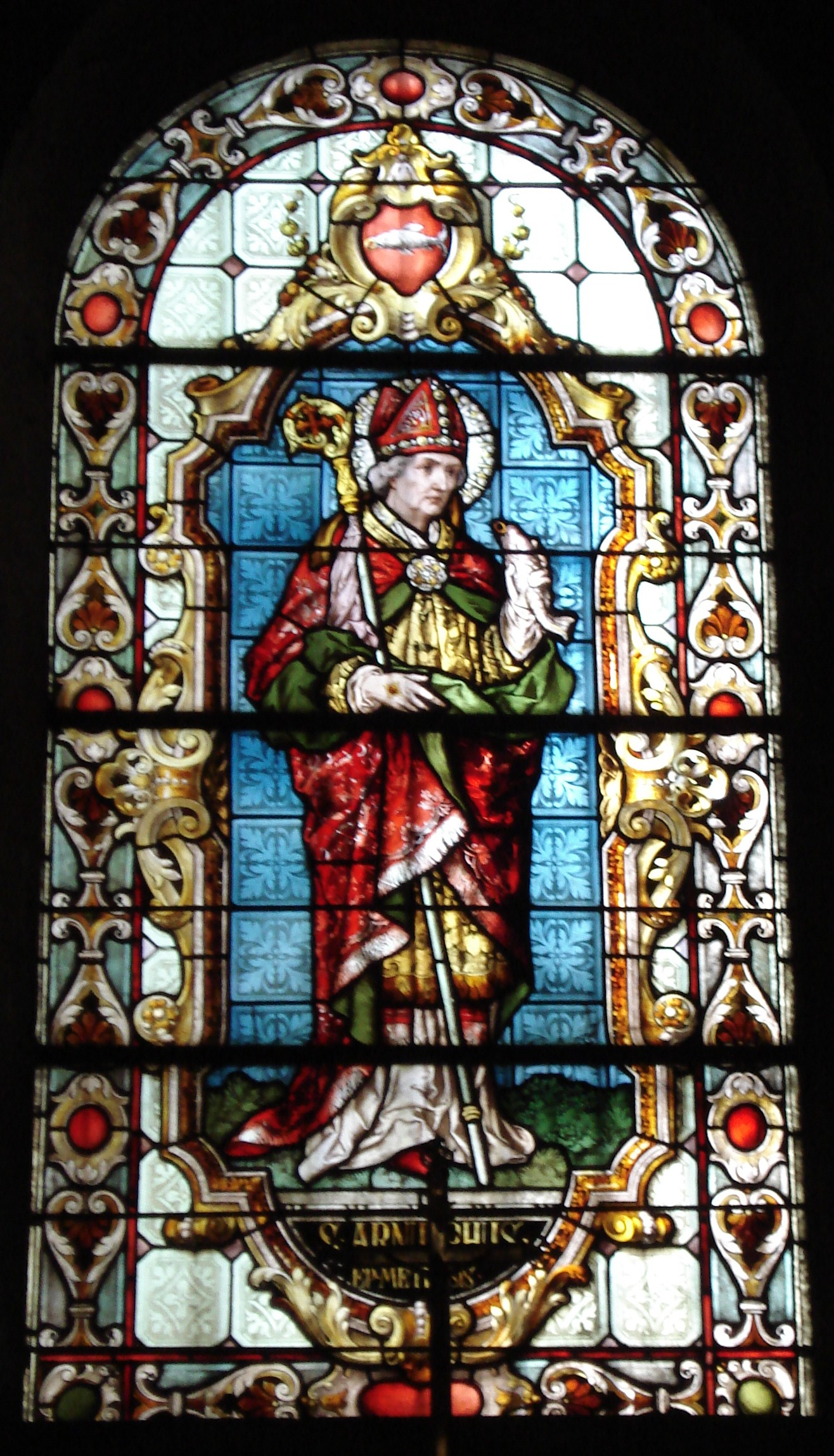
성 클로도신드 성당의 아르눌프 상

아르눌프(Saint Arnoul de Metz, Saint Arnulf of Metz, 580년 - 641년 7월 18일)은 프랑크 왕국 아우스트라시아의 귀족이자 아우스트라시아 왕국의 군인, 궁정 행정관, 성직자였다. 메츠 교구 주교를 역임하였다. 그는 성직자이면서 군인이기도 했다. 사후 가톨릭 성자로 추대되었고 축일은 8월 16일 또는 8월 19일이다.
610년 주교가 되고 613년에는 메츠의 주교가 되었다. 아우스트라시아 테오데베르트 2세와 힐데베르트 3세의 궁정 행정관이었으나 브룬힐트의 섭정에 반발, 동료 궁재인 피핀 1세 등과 함께 네우스트리아의 왕 클로타르 2세를 받아들여 프랑크 왕국을 재통일하게 했다. 623년부터 프랑크 왕국의 고문으로 있었고, 629년 은퇴하여 은수자가 되었다. 피핀 1세와 함께 아우스트라시아의 유력 귀족이었고, 피핀 2세의 할아버지였다.

## 생애

### 정치 활동

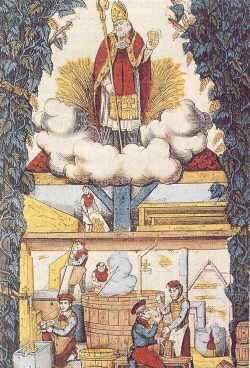
브로슈어의 성인 아르눌프

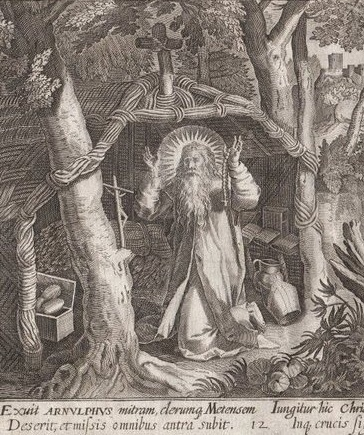
성 아르눌프

아르눌프는 프랑크 왕국의 귀족가문 출신으로, 580년경 아우스트라시아 낭시 근처에서 태어났으며 그의 친구이자 아우스트라시아의 행정관이었고 사돈이기도 한 피핀 1세와 함께 샤를마뉴의 조상이 된다. 그의 부인 메츠의 도다는 아르눌프의 전임자인 아르노알드의 딸이다. 일설에는 아르눌프가 아르노알드의 아들이라는 설도 있다.
그의 젊은 시절에 대해서는 알려진 바가 없다. 아우스트라시아 왕 테오데베르트 2세와 힐데베르트 3세의 왕실에서 궁재로 일했으나, 왕의 증조모 브룬힐트의 섭정에 비판적이었다. 610년 메츠의 주교로 임명되었다. 613년 피핀 1세와 함께 브룬힐트에 대한 귀족들의 반대를 주도하다가 613년 왕의 친척이자 정적인 네우스트리아의 왕 클로타르 2세에게 파병을 요청, 클로타르 2세에게 브룬힐트를 넘겨주었다. 그뒤 프랑크 왕국이 클로타르 2세의 영도 하에 재통일되었다. 613년 주교가 되었다.

### 은수자 생활
623년부터 아우스트라시아의 궁정의 장관이 된 피핀 1세 등과 함께 다고베르트 1세의 고문이 되었고, 626년 주교직을 사임하고, 629년 공직에서 물러나 은수자(隱修者)가 되어 은둔소로 가서 여생을 보냈다.
메츠의 주교 아르노알드의 딸 메츠의 도다와 결혼하여 안세기셀, 클로둘포 등의 자녀를 두었다. 그는 도다와 결혼하였으나, 613년 부인 도다가 수녀가 되자, 그는 레뎅 수도원으로 은퇴하려고 하였으나 클로타르 1세가 그를 붙잡아 두었다. 그의 아들 클로둘포는 역시 성직자가 되었다가 후에 가톨릭 성인으로 추앙되었고, 다른 아들 안제기젤은 피핀 1세의 딸 베가와 혼인했고, 이들이 낳은 아들 피핀 2세는 샤를마뉴의 증조부가 된다. 손녀 클로틸드 도다(Clotilde Dode)는 테오도리히 3세에게 시집갔는데 증손녀인 베르트라다는 자신의 외삼촌이자, 아르눌프의 또다른 손자인 레온 백작 마르틴과 결혼했다.

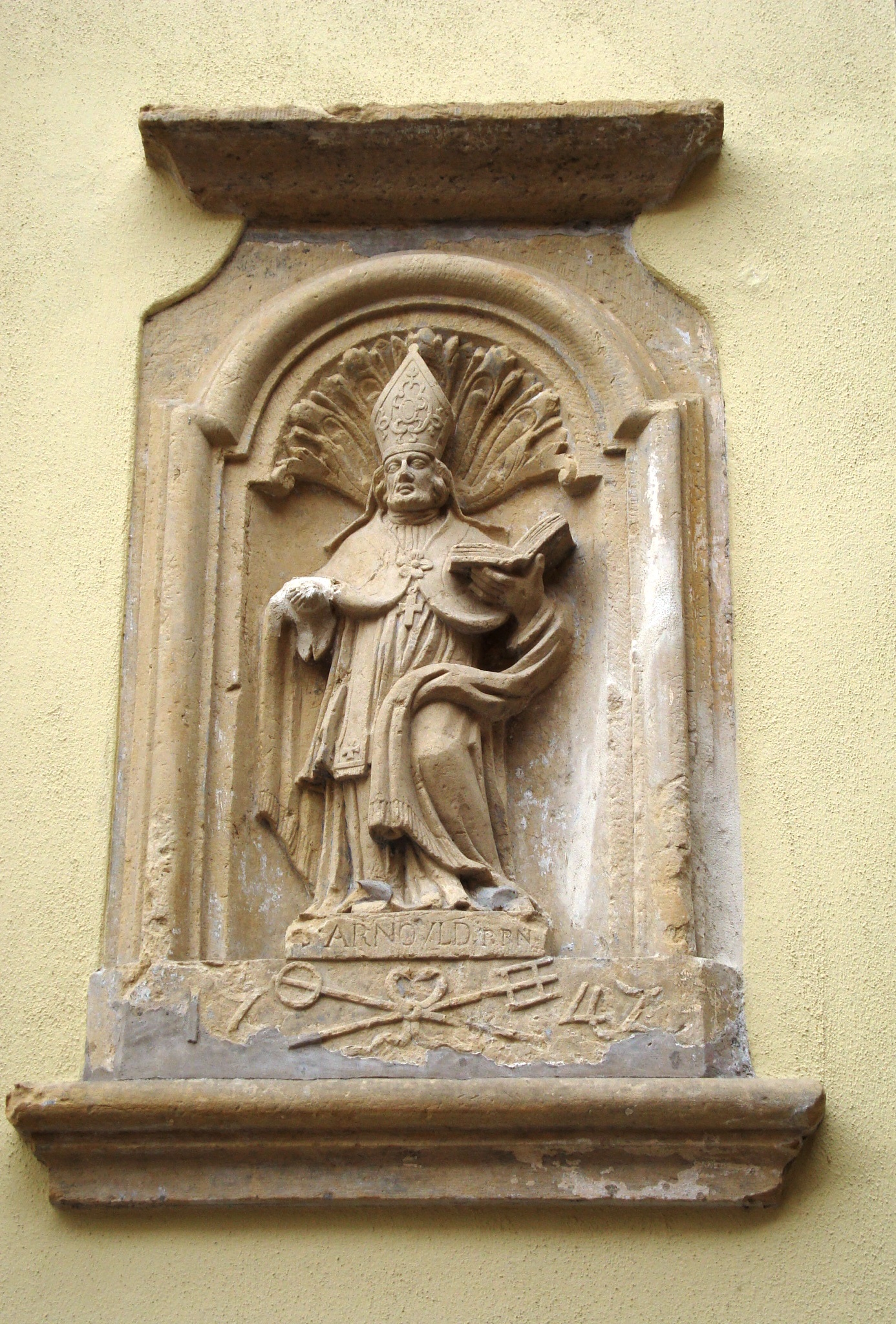
아르눌프 동상

아르눌프는 사후 성인으로 추대되었으며, 그의 장인인 성 아르노알드, 성자로 추대된 둘째 아들 클로둘포, 사돈이자 복자로 추대된 피핀 1세, 복자 이둘베르가, 피핀 1세 내외의 딸이자 며느리 베가의 자매인 성 게르투르데 등은 후일 카롤링거 가문의 정치적 후광의 뒷받침이 되었다. 641년 7월 18일 르미르몽에서 사망했다. 그는 용감한 전사이며 덕망 높은 고문관이었다.

## 가족 관계
- 부인 : 메츠의 도다(Dode de Metz)
  - 아들 : 안세기셀(Ansegisel, ? - 692년)
  - 며느리 : 베가(Vegga, ? - 693년)
    - 손녀 : 클로틸드 도다(Clotilde Dode)
    - 손녀사위 : 테오도리히 3세
      - 증손녀 : 베르트라다, 증손녀이자 손자 마르틴의 부인

    - 손자 : 피핀 2세(Pepin II, 630년 - 714년)
    - 손자 : 마르틴(Marthin de Leon, ? - 680, 레온 백작)
    - 손자며느리 : 베르트라다(Berthrada, 프랑크 왕 테오도리히 3세의 딸)

  - 아들 : 클로둘포(Clodulf, 697년)
    - 손자 : 아르눌프 2세(? - 714년)
- 장인 : 아르노알드(Arnoald, 540년 - 611년 메츠의 주교)
- 사돈 : 피핀 1세(Pepin II von Landen, 580 - 639)
- 사부인 : 이타 또는 이둘베르가(Itta Idulberga), 테오발트 1세의 아들인 롬바르디아 공작 그리모알드의 딸
  - 사돈 : 성녀 게르트루데(St. Gertrude, 별칭은 게르만의 이시스)
  - 사돈 : 그리모알드 1세(Grimoald I)

## 기타
아들 클로둘포도 메츠의 주교를 역임했다. 일설에는 아르눌프가 아르노알드의 아들이라는 설도 있다.

## 같이 보기
- 클로타르 2세
- 안세기셀
- 아르노알드
- 피핀 1세
- 그리모알드 1세
- 클로둘포